# 화순 양이재
화순 양이재는 대한민국 전라남도 화순군 화순읍에 있는 건축물이다. 2010년 12월 21일 화순군의 향토문화유산 제48호로 지정되었다.